# Сан Сиро ди Ториле I (Парма)
Сан Сиро ди Ториле I је насеље у Италији у округу Парма, региону Емилија-Ромања.
Према процени из 2011. у насељу је живело 11 становника. Насеље се налази на надморској висини од 30 м.